# Louannec
Louannec [luanɛk] est une commune française située dans le département des Côtes-d'Armor, en région Bretagne.

## Géographie
La commune de Louannec se situe sur la côte de granit rose à proximité de Perros-Guirec, station balnéaire.
| Perros-Guirec     | La Manche | Trélévern       |
| Saint-Quay-Perros | Louannec  |                 |
|                   | Lannion   | Kermaria-Sulard |

### Hydrographie
Pour un article plus général, voir Réseau hydrographique des Côtes-d'Armor.
La commune est située dans le bassin Loire-Bretagne. Elle est drainée par le Dourdu et le ruisseau du Gruguil,,.

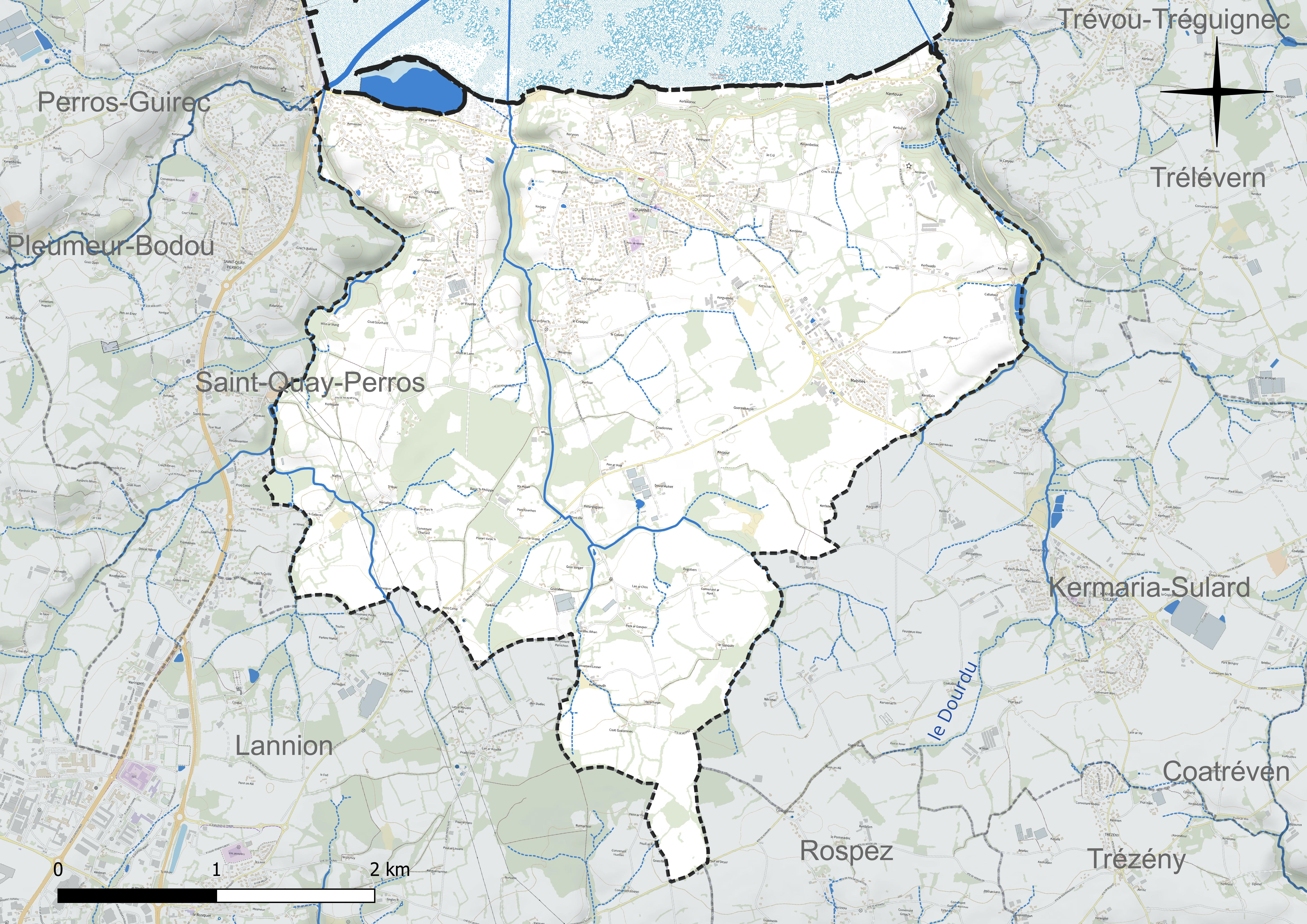
Réseau hydrographique de Louannec.

### Climat
Pour des articles plus généraux, voir Climat de la Bretagne et Climat des Côtes-d'Armor.
En 2010, le climat de la commune est de type climat océanique franc, selon une étude du CNRS s'appuyant sur une série de données couvrant la période 1971-2000. En 2020, Météo-France publie une typologie des climats de la France métropolitaine dans laquelle la commune est exposée à un climat océanique et est dans la région climatique  Finistère nord, caractérisée par une pluviométrie élevée, des températures douces en hiver (6 °C), fraîches en été et des vents forts. Parallèlement l'observatoire de l'environnement en Bretagne publie en 2020 un zonage climatique de la région Bretagne, s'appuyant sur des données de Météo-France de 2009. La commune est, selon ce zonage, dans la zone « Littoral », exposée à un climat venté, avec des étés frais mais doux en hiver et des pluies moyennes.  
Pour la période 1971-2000, la température annuelle moyenne est de 11,1 °C, avec  une amplitude thermique annuelle de 9,9 °C. Le cumul annuel moyen de précipitations est de 878 mm, avec 14,6 jours de précipitations en janvier et 7,7 jours en juillet. Pour la période 1991-2020, la température moyenne annuelle observée sur la station météorologique la plus proche, située sur la commune de Perros-Guirec à 3 km à vol d'oiseau, est de 12,3 °C et le cumul annuel moyen de précipitations est de 855,1 mm,. Pour l'avenir, les paramètres climatiques de la commune estimés pour 2050 selon différents scénarios d’émission de gaz à effet de serre sont consultables sur un site dédié publié par Météo-France en novembre 2022.

## Urbanisme

### Typologie
Au 1er janvier 2024, Louannec est catégorisée petite ville, selon la nouvelle grille communale de densité à 7 niveaux définie par l'Insee en 2022.
Elle appartient à l'unité urbaine de Lannion, une agglomération intra-départementale dont elle est une commune de la banlieue,. Par ailleurs la commune fait partie de l'aire d'attraction de Lannion, dont elle est une commune du pôle principal,. Cette aire, qui regroupe 40 communes, est catégorisée dans les aires de 50 000 à moins de 200 000 habitants,.
La commune, bordée par la Manche, est également une commune littorale au sens de la loi du 3 janvier 1986, dite loi littoral. Des dispositions spécifiques d’urbanisme s’y appliquent dès lors afin de préserver les espaces naturels, les sites, les paysages et l’équilibre écologique du littoral, tel le principe d'inconstructibilité, en dehors des espaces urbanisés, sur la bande littorale des 100 mètres, ou plus si le plan local d’urbanisme le prévoit.

### Occupation des sols
L'occupation des sols de la commune, telle qu'elle ressort de la base de données européenne d’occupation biophysique des sols Corine Land Cover (CLC), est marquée par l'importance des territoires agricoles (68,7 % en 2018), en diminution par rapport à 1990 (74,4 %). La répartition détaillée en 2018 est la suivante : 
zones agricoles hétérogènes (46,3 %), zones urbanisées (20,1 %), terres arables (16,3 %), forêts (10,6 %), prairies (6,1 %), zones humides côtières (0,6 %). L'évolution de l’occupation des sols de la commune et de ses infrastructures peut être observée sur les différentes représentations cartographiques du territoire : la carte de Cassini (XVIIIe siècle), la carte d'état-major (1820-1866) et les cartes ou photos aériennes de l'IGN pour la période actuelle (1950 à aujourd'hui).

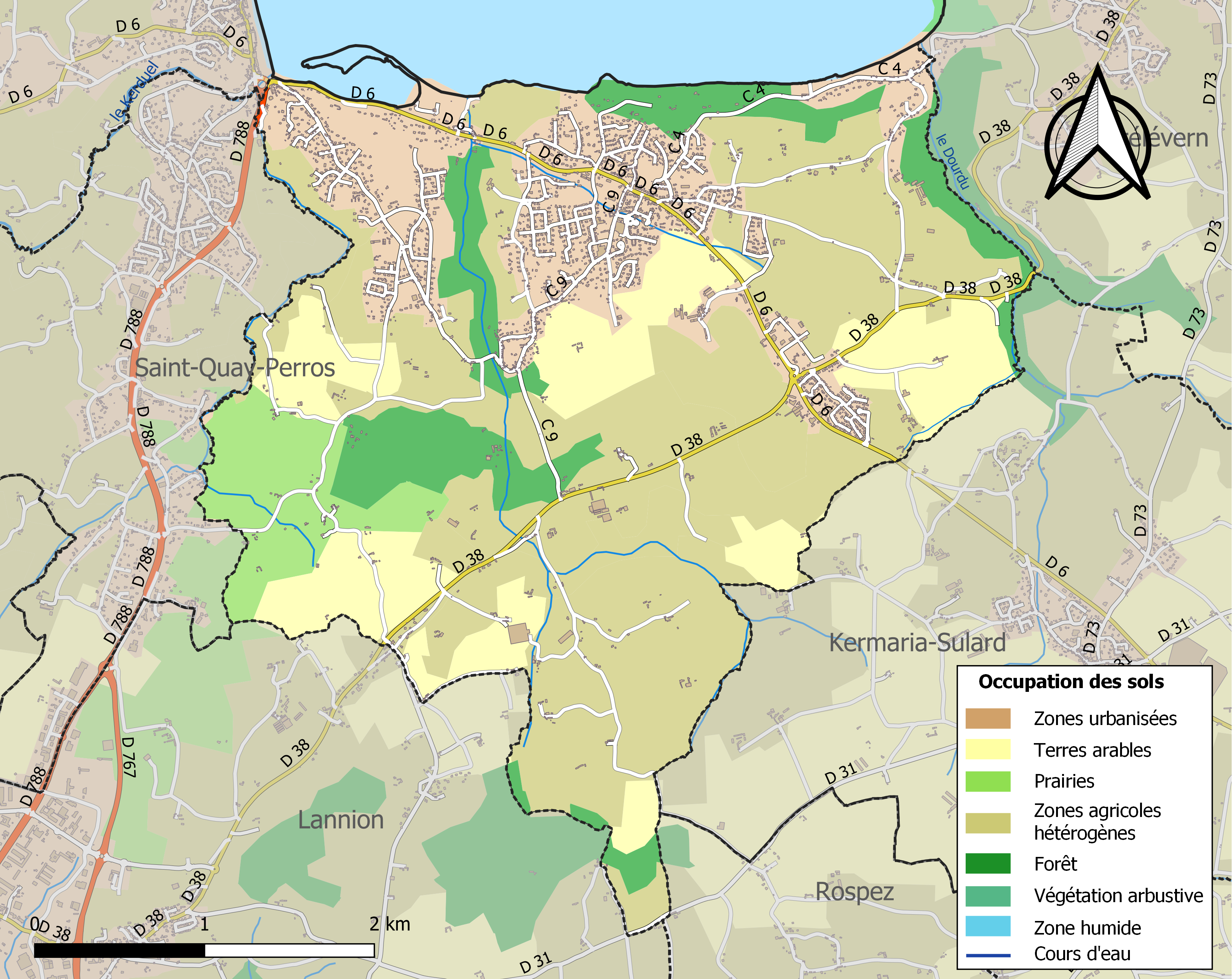
Carte des infrastructures et de l'occupation des sols de la commune en 2018 (CLC).

## Toponymie
Selon Erwan Vallerie, la paroisse de Louannec est une paroisse primitive de la colonisation des Bretons en Armorique, à partir du VIè siècle après Jésus-Christ. Cette paroisse englobait Louannec, Kermaria-Sulard, Trélévern, Trézény, Rospez, Lanmérin, Buhulien (aujourd'hui en Lannion), ainsi que la partie orientale de Brélevenez et de Lannion même. Il précise que Louannec porte "le nom d'un saint dont le culte est attesté sur place ou en un autre point du domaine celtique". 
Le nom Louannec apparaît pour la première fois dans la charte apocryphe de 1160 énumérant les possessions des Hospitaliers et des Templiers en Bretagne, sous la forme Loganoc, composée du breton loc, qui remonte au latin locus, signifiant lieu consacré, tel un ermitage ou une aumônerie, et du nom Guennoc[réf. nécessaire], saint breton du VIIIe siècle.

## Histoire
Autrefois à vocation plutôt agricole, Louannec fut défrichée dès le Néolithique. Le territoire de Louannec recèle des traces d'occupation gauloise et les restes antiques d'un atelier de bouilleur de sel.
Il existe aussi, sur la grève, entre deux rochers à l'est de Roc'h Aske, des vestiges d'un ancien piège à poissons (appelé pêcherie en français et kored en breton). Répertoriée dans le cadre d’un inventaire scientifique mené en 2010, elle n’est malheureusement pas datée, contrairement à celle de Porzh-ar-Gored (déformé en Pors Lagoret en français), juste en face à Perros, qui existe depuis au moins le XIVe siècle. Cette technique de pêche est attestée sur le littoral trégorrois depuis le Néolithique.
À la fin du XIe siècle, les seigneurs de Coat-Guézennec bâtissent une maison forte sur une motte castrale. Au XIIe siècle, on édifie la première église paroissiale, dont saint Yves est le recteur de 1292 jusqu'à sa mort, 1303. Fief de la seigneurie de Barac'h jusqu'au XVe siècle, Louannec passe sous la domination des Tournemine et des Philippe, puis des Cosquer de Plounévez-Moëdec, et enfin des le Pelletier de Rosanbo en 1688.
La commune est instituée par la Révolution française 1790.

### Le XXe siècle

#### Les guerres du XXe siècle
Le monument aux Morts porte les noms de 83 soldats morts pour la Patrie :
- 69 sont morts durant la Première Guerre mondiale.
- 11 sont morts durant la Seconde Guerre mondiale.
- 3 sont morts durant la Guerre d'Indochine.

## Politique et administration

### Rattachements administratifs et électoraux
Rattachements administratifs
La commune se trouve  dans l'arrondissement de Lannion du département des Côtes-d'Armor.
Elle était depuis 1793 incluse  dans le  canton de Perros-Guirec. Dans le cadre du redécoupage cantonal de 2014 en France, cette circonscription administrative territoriale a disparu, et le canton n'est plus qu'une circonscription électorale.
Rattachements électoraux
Pour les élections départementales, la commune fait partie depuis 2014 d'un nouveau  canton de Perros-Guirec
Pour l'élection des députés, elle fait partie de la cinquième circonscription des Côtes-du-Nord.

### Intercommunalité
Louannec est membre de la communauté d'agglomération dénommée  Lannion-Trégor Communauté, un établissement public de coopération intercommunale (EPCI) à fiscalité propre créé en 1995 et auquel la commune a transféré un certain nombre de ses compétences, dans les conditions déterminées par le code général des collectivités territoriales.

### Tendances politiques et résultats
Lors des élections municipales de 2014 dans les Côtes-d'Armor, une seule liste était candidate, menée par le PS Gervais Égault, qui a obtenu 1 154 voix lors d'un scrutin marqué par 36,40 % d'abstention et 483 bulletins blancs ou nuls
Au premier tour des élections municipales de 2020 dans les Côtes-d'Armor, la liste LREM-DVG menée par le maire sortant Gervais Egault remporte la majorité absolue des suffrages exprimés, avec 911 voix (69,06 %, 20 conseillers municipaux dont deux communautaires élus), devançant largement la liste DVD menée par André Michel (408 voix, 30,93 %, 3 conseillers municipaux élus), lors d'un scrutin marqué par 49,36 % d'abstention.

## Démographie
| 1793  | 1800  | 1806  | 1821  | 1831  | 1836  | 1841  | 1846  | 1851  |
| ----- | ----- | ----- | ----- | ----- | ----- | ----- | ----- | ----- |
| 1 450 | 1 232 | 1 250 | 1 390 | 1 599 | 1 616 | 1 601 | 1 750 | 1 740 |

| 1856  | 1861  | 1866  | 1872  | 1876  | 1881  | 1886  | 1891  | 1896  |
| ----- | ----- | ----- | ----- | ----- | ----- | ----- | ----- | ----- |
| 1 720 | 1 656 | 1 618 | 1 628 | 1 615 | 1 554 | 1 526 | 1 504 | 1 522 |

| 1901  | 1906  | 1911  | 1921  | 1926  | 1931  | 1936  | 1946  | 1954  |
| ----- | ----- | ----- | ----- | ----- | ----- | ----- | ----- | ----- |
| 1 503 | 1 525 | 1 555 | 1 429 | 1 430 | 1 280 | 1 166 | 1 201 | 1 133 |

| 1962  | 1968  | 1975  | 1982  | 1990  | 1999  | 2006  | 2008  | 2013  |
| ----- | ----- | ----- | ----- | ----- | ----- | ----- | ----- | ----- |
| 1 076 | 1 170 | 1 619 | 2 191 | 2 195 | 2 384 | 2 794 | 2 912 | 3 022 |

| 2018  | 2022  | - | - | - | - | - | - | - |
| ----- | ----- | - | - | - | - | - | - | - |
| 3 063 | 3 053 | - | - | - | - | - | - | - |

## Culture locale et patrimoine

### Langue bretonne
À la rentrée 2018, 37 élèves étaient scolarisés à l'école Diwan (soit 16 % des enfants de la commune inscrits dans le primaire).

### Lieux et monuments
- Dolmen de Plassen-Barac'h, dolmen ruiné
- Église Saint-Yves de Louannec, édifiée au XIXe siècle. Voir aussi : Saint Yves entre le pauvre et le riche (Louannec)

#### Patrimoine maritime
- Ancienne pêcherie de Roc'h Aske, sur la grève entre Penn-an-hent-nevez et le camping[21]
- Phare de Nantouar.
- Feu de Kerjean.

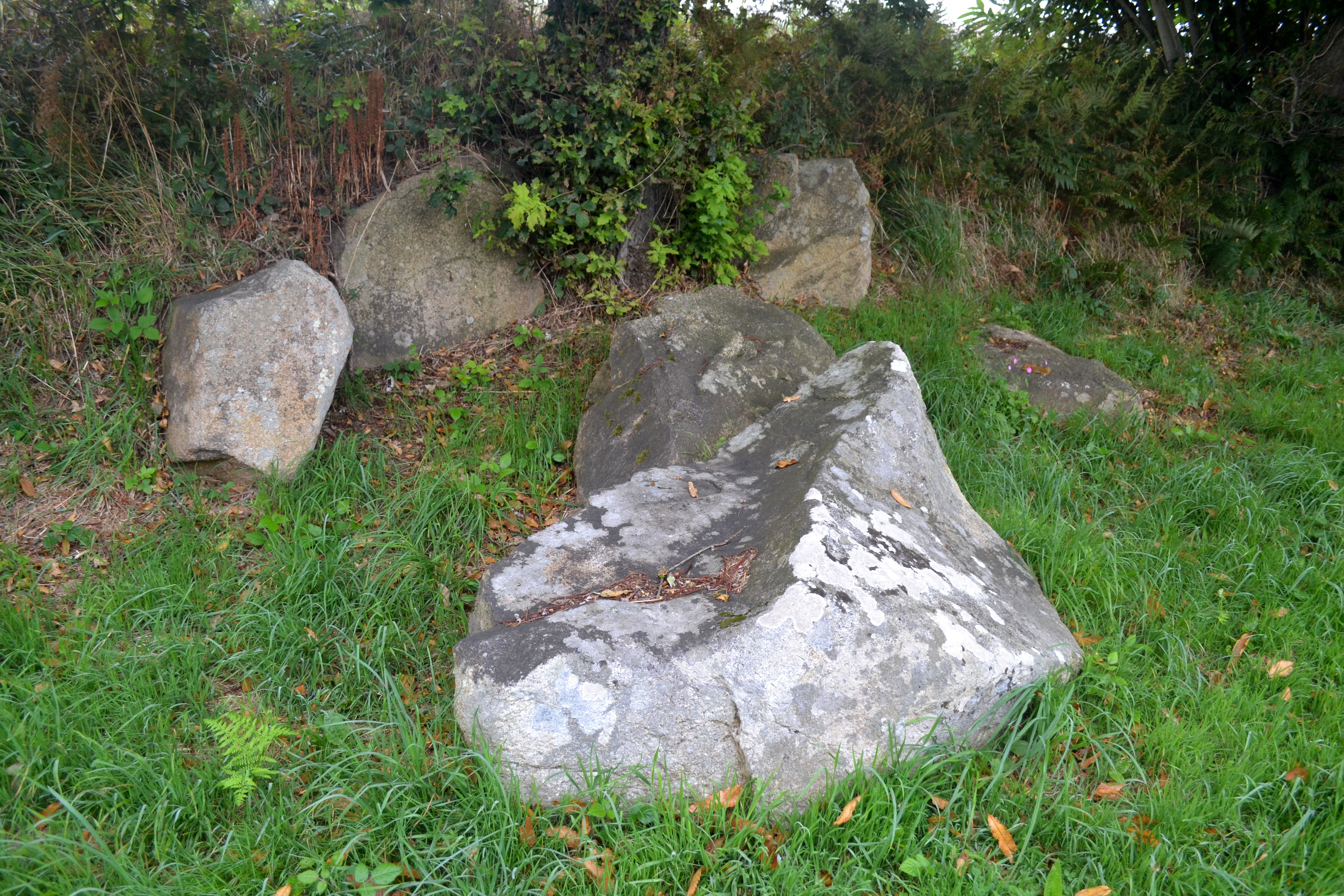
Dolmen de Plassen-Barac'h.
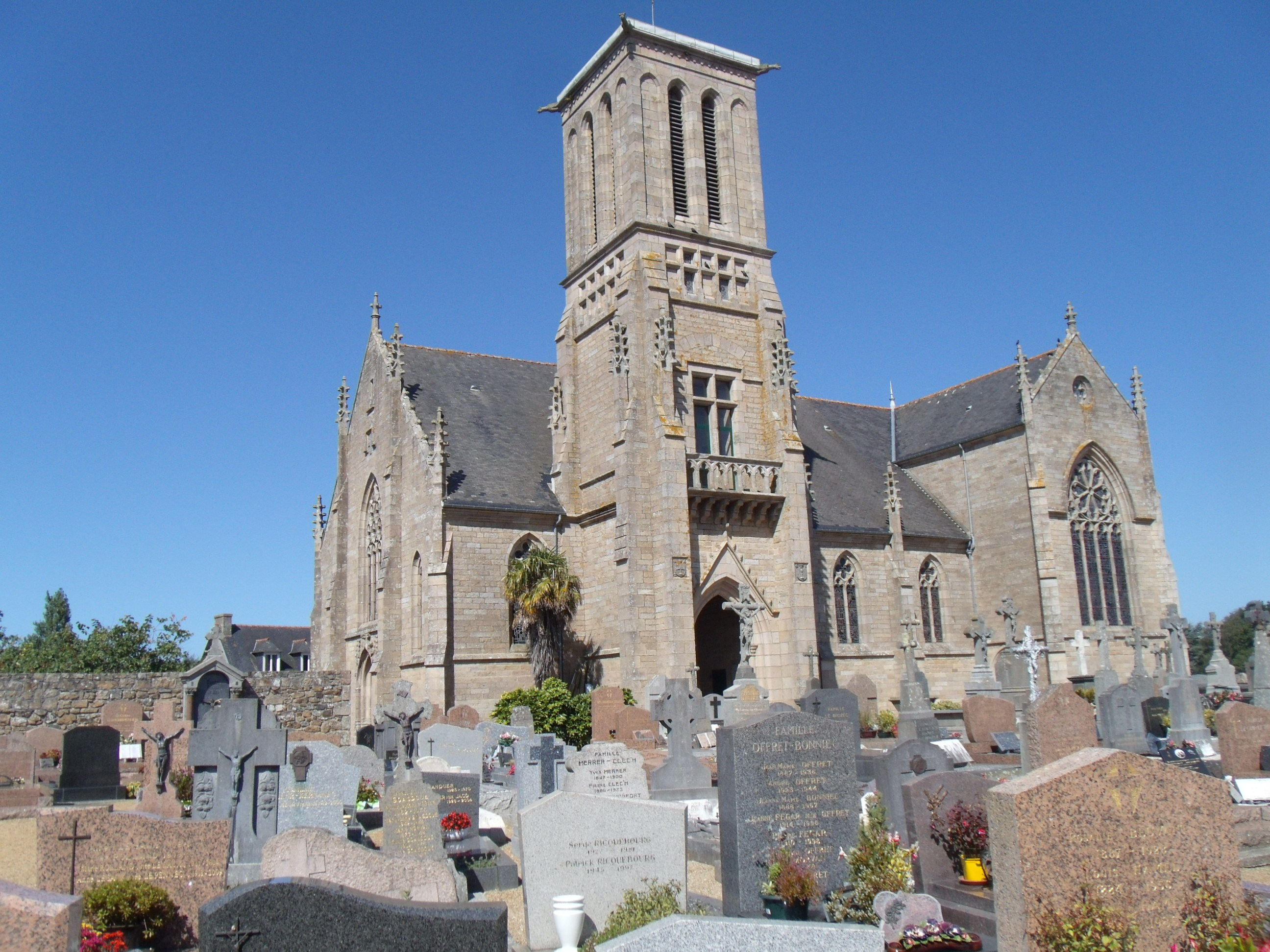
L'église Saint-Yves.
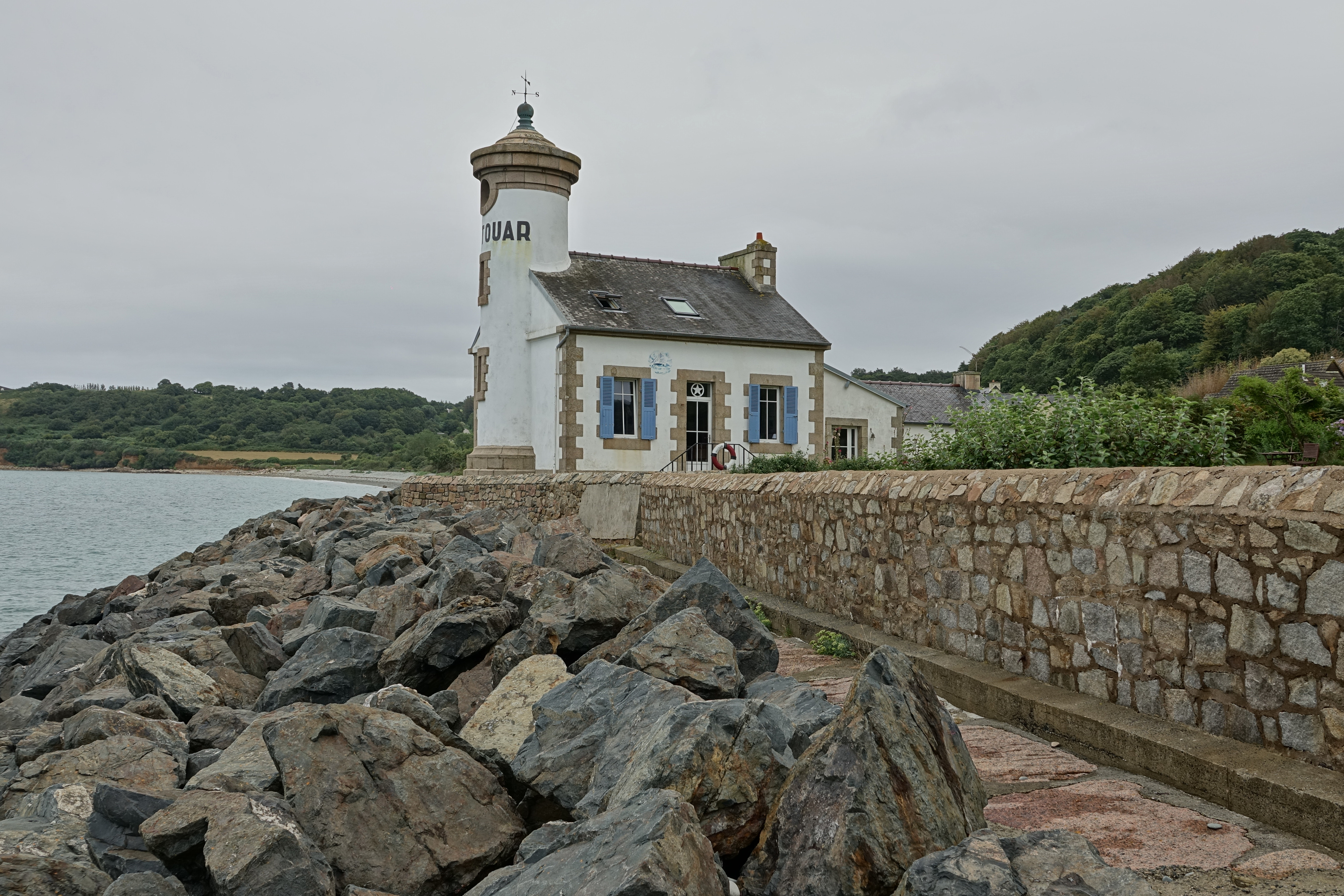
Le phare de Nantouar.
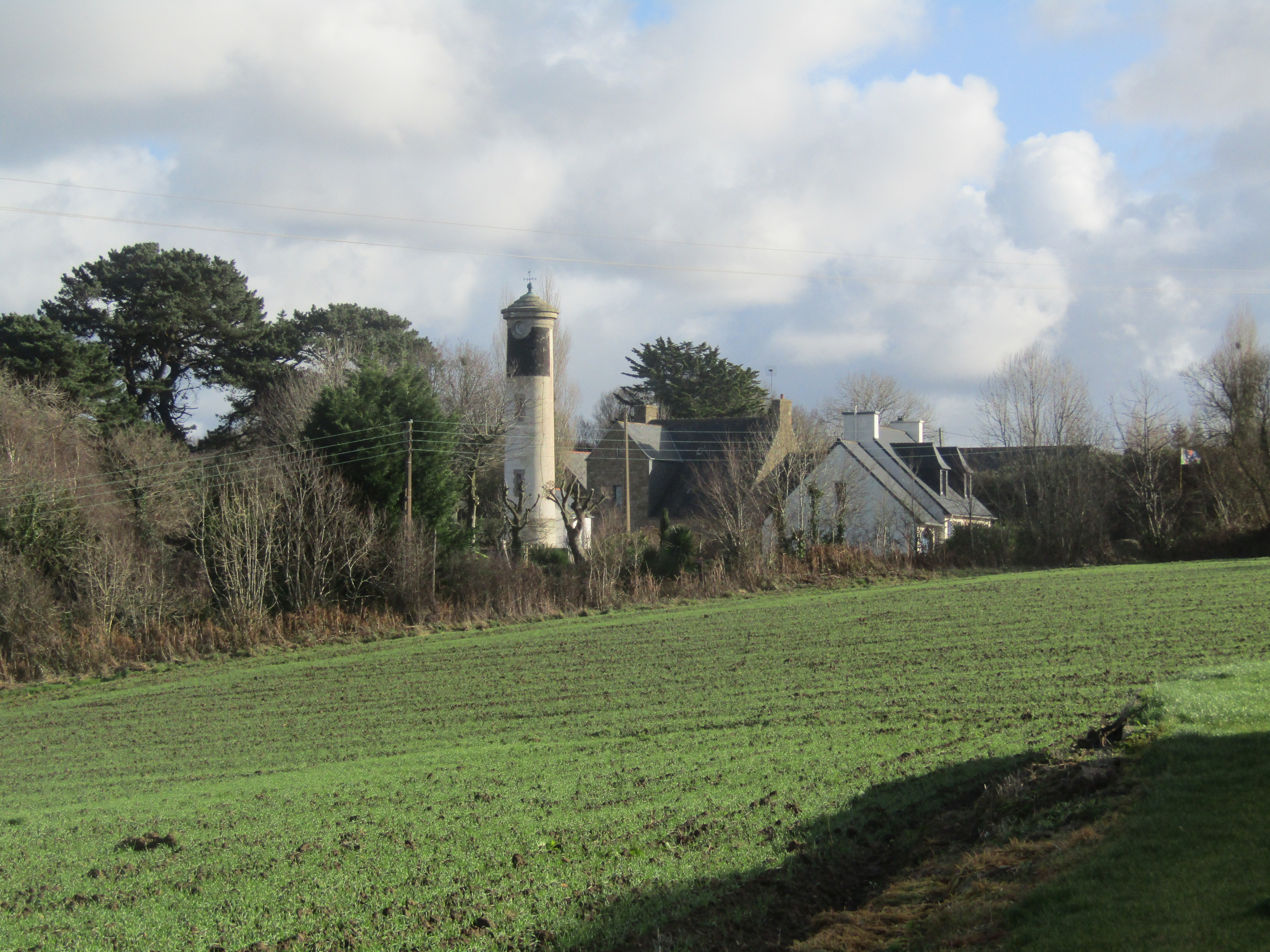
... et celui de Kerjean
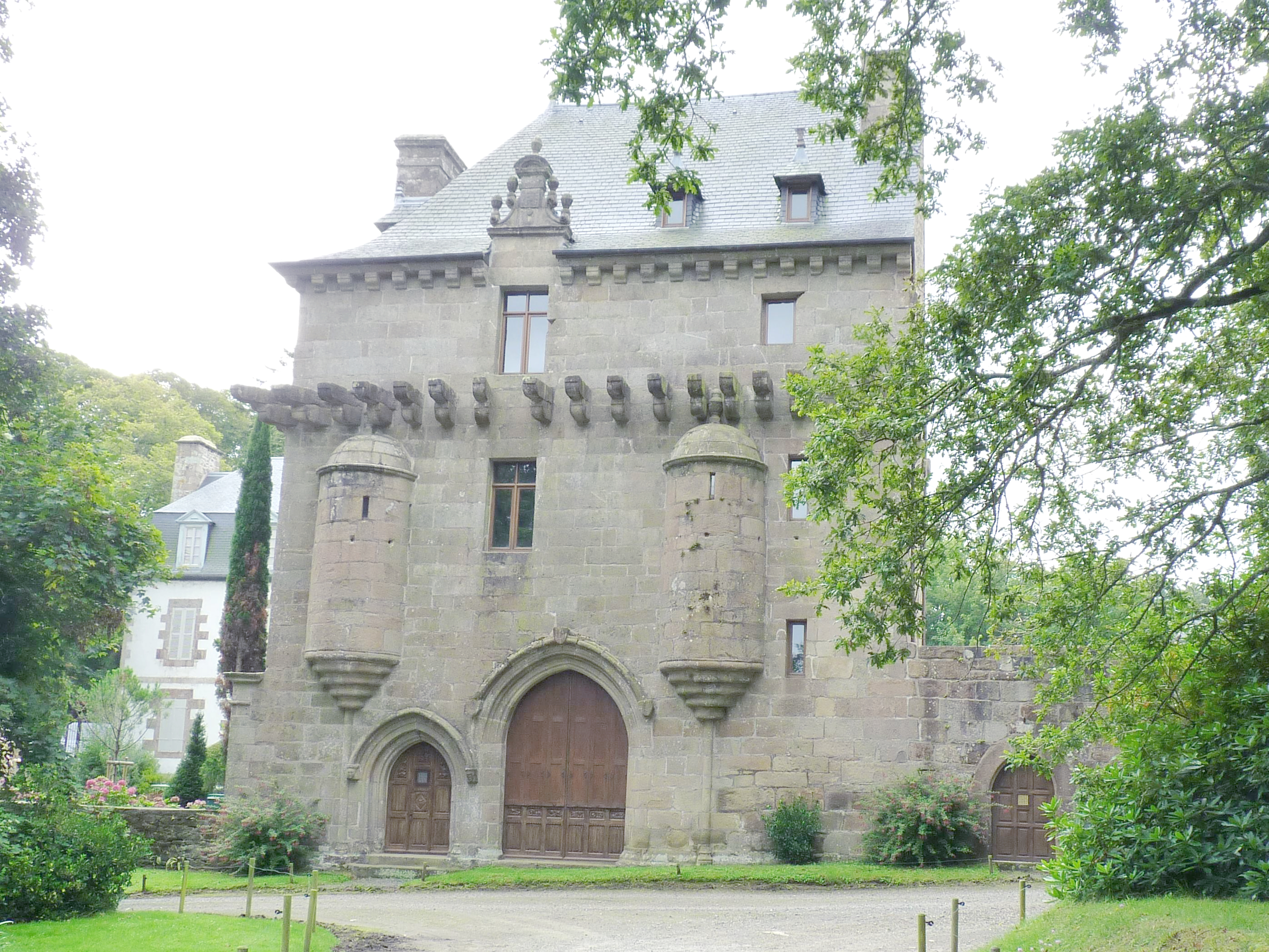
Le manoir de Barac'h.jpg
Le pub

## Personnalités liées à la commune

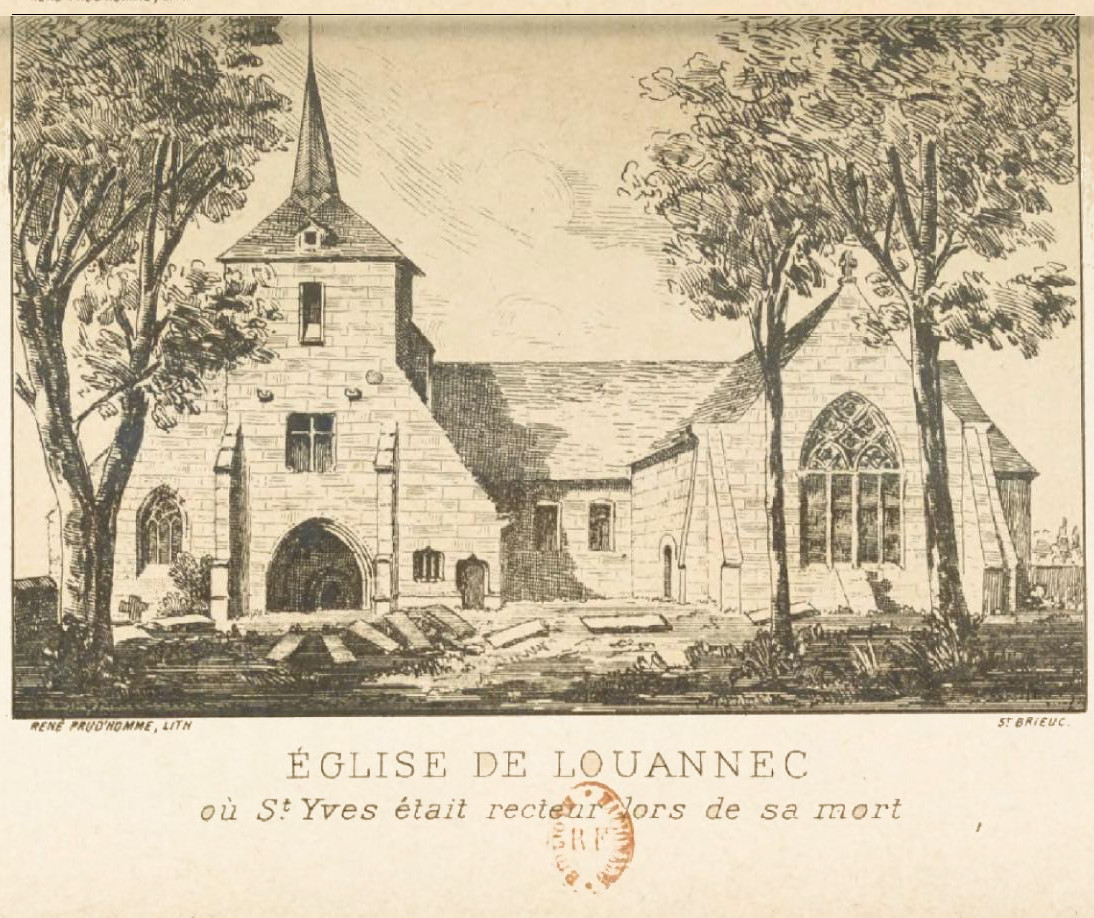
Gravure de l'église de Louannec, où Saint Yves était recteur lors de sa mort
Lithographie de René Prud'homme, 1893.

- Sant Erwan (saint Yves / saint Erwan) y fut recteur de 1292 à 1303.
- Madalen Saint-Gal de Pons (1907-1994), de son nom de plume Benead[pourquoi ?], poétesse de langue bretonne[38].
- En 1885 et jusqu'à sa mort, en 1892 Ernest Renan y fixe sa résidence d'été.
- Loeiz ar Floc’h (Louis Le Floc'h) (1909-1986), de son nom de plume Maodez Glanndour, poète, écrivain et philosophe de langue bretonne, mort à Louannec.
- Jean-Gabriel Revault d'Allonnes (1914-1994), général français, Compagnon de la Libération, né à Louannec.
- Pierre Bourdellès (1908-2002) et Édouard Ollivro (1921-1982), députés des Côtes-du-Nord, sont des enfants de la commune.
- Clara Burel (2001, -), joueuse de tennis française professionnelle qui a débuté à Louannec à l'âge de six ans.

### Héraldique
| Blason | Blasonnement : Parti : au premier bandé d'or et de gueules à la gerbe de blé d'argent brochant sur le tout, au second d'azur au chevron d'argent accompagné, en chef, d'une sterne de sable et, en pointe, de trois besants aussi d'argent mal ordonnés ; le tout sommé d'un chef d'argent chargé de cinq mouchetures d'hermine de sable. |